# Сирний ковпак

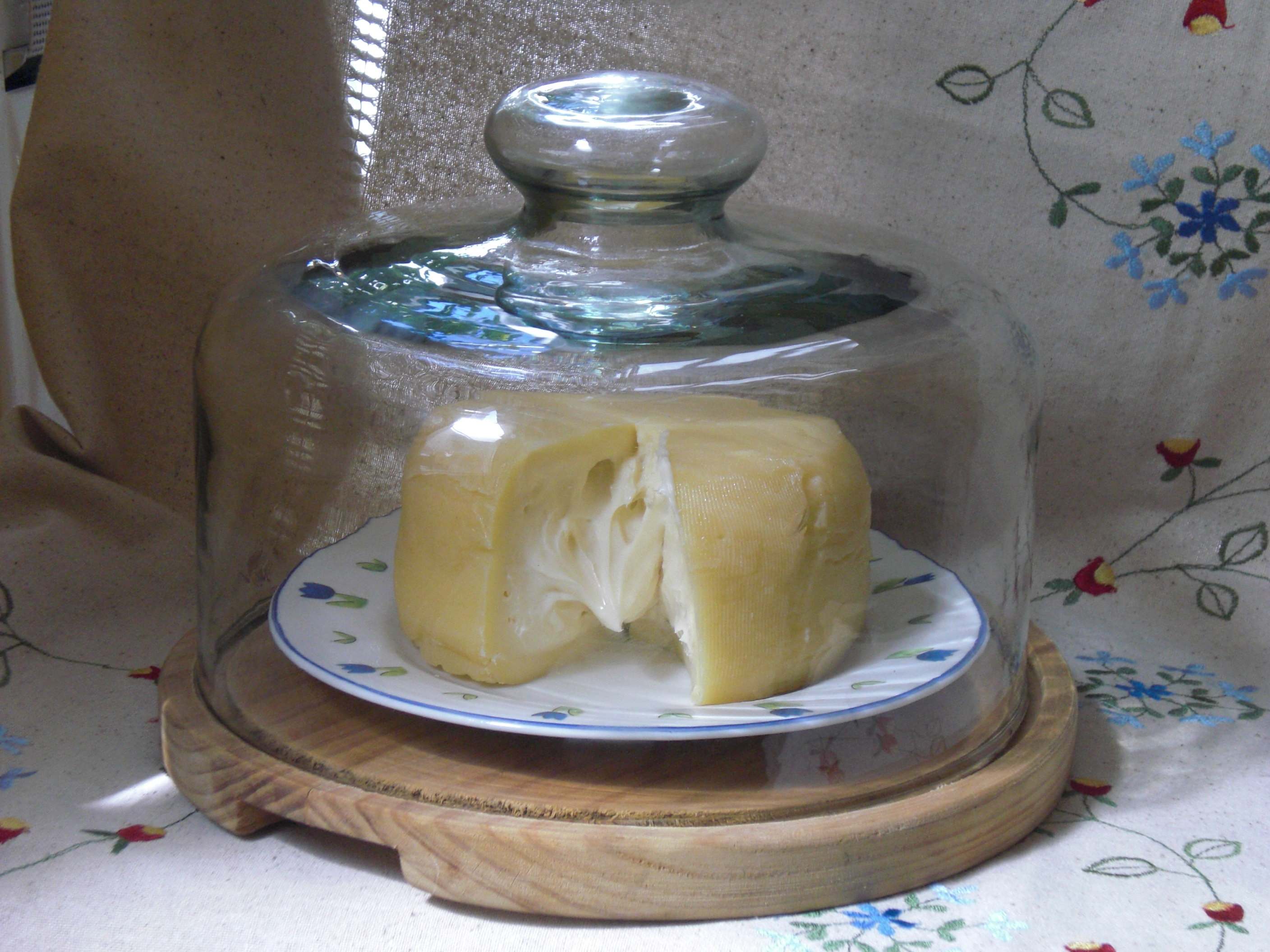
Сирний ковпак

Сирний ковпак (Сирниця) - спеціальне кухонне начиння у формі купола. Призначений для короткочасного зберігання сиру та інших продуктів харчування при кімнатній температурі перед подачею на стіл, щоб захистити їх від проникнення комах і поширення запахів. Дозволяється також подавати сир під ковпаком на стіл. Прилад може включати утримувач та піднос. Зазвичай виготовляється зі скла, порцеляни, фаянсу чи пластмаси. Скляні ковпаки для сиру підрозділяються на пресовані і видувні з безбарвного або кольорового скла і бувають як круглої, так і чотирикутної форми.